# Cambes (Gironde)
Pour les articles homonymes, voir Cambes.
Cambes est une commune du Sud-Ouest de la France, située dans le département de la Gironde en région Nouvelle-Aquitaine.

## Géographie

### Localisation
Commune de l'aire d'attraction de Bordeaux et de son unité urbaine, Cambes est située dans l'Entre-deux-Mers, au bord de la Garonne à 19 km en amont de Bordeaux sur la rive droite.
L'Entre-deux-Mers est la région girondine implantée sur un plissement compris entre Dordogne et Garonne. Hachée par leurs nombreux petits affluents, elle offre un paysage très vallonné. L'Entre-deux-Mers est bordé au sud par le Bazadais, à l'ouest par le Bordelais, au nord par le Fronsadais, le Libournais et le Castillonnais et enfin à l'est par la Guyenne. Cette dénomination est popularisée par l'appellation viticole de vin blanc sec correspondant à cette région (avec les Premières côtes de Bordeaux et les appellations de vin moelleux face au Sauternais).

### Communes limitrophes
Les communes limitrophes sont  Baurech, Camblanes-et-Meynac, Isle-Saint-Georges, Quinsac et Saint-Caprais-de-Bordeaux.
|                    | Camblanes-et-Meynac |                           |
| Quinsac            | Cambes              | Saint-Caprais-de-Bordeaux |
| Isle-Saint-Georges |                     | Baurech                   |

### Climat
Pour des articles plus généraux, voir Climat de la Nouvelle-Aquitaine et Climat de la Gironde.
Historiquement, la commune est exposée à un climat océanique aquitain.  
En 2020, Météo-France publie une typologie des climats de la France métropolitaine dans laquelle la commune est exposée à un climat océanique et est dans la région climatique  Aquitaine, Gascogne, caractérisée par une pluviométrie abondante au printemps, modérée en automne, un faible ensoleillement au printemps, un été chaud (19,5 °C), des vents faibles, des brouillards fréquents en automne et en hiver et des orages fréquents en été (15 à 20 jours).
Pour la période 1971-2000, la température annuelle moyenne est de 12,5 °C, avec une amplitude thermique annuelle de 15 °C. Le cumul annuel moyen de précipitations est de 868 mm, avec 11,9 jours de précipitations en janvier et 5,8 jours en juillet. Pour la période 1991-2020, la température moyenne annuelle observée sur la station météorologique la plus proche, située sur la commune de Cadaujac à 6 km à vol d'oiseau, est de 13,8 °C et le cumul annuel moyen de précipitations est de 918,3 mm,. Pour l'avenir, les paramètres climatiques de la commune estimés pour 2050 selon différents scénarios d’émission de gaz à effet de serre sont consultables sur un site dédié publié par Météo-France en novembre 2022.

## Urbanisme

### Typologie
Au 1er janvier 2024, Cambes est catégorisée ceinture urbaine, selon la nouvelle grille communale de densité à sept niveaux définie par l'Insee en 2022.
Elle appartient à l'unité urbaine de Bordeaux, une agglomération intra-départementale regroupant 73  communes, dont elle est une commune de la banlieue,,. Par ailleurs la commune fait partie de l'aire d'attraction de Bordeaux, dont elle est une commune de la couronne,. Cette aire, qui regroupe 275 communes, est catégorisée dans les aires de 700 000 habitants ou plus (hors Paris),.

### Occupation des sols

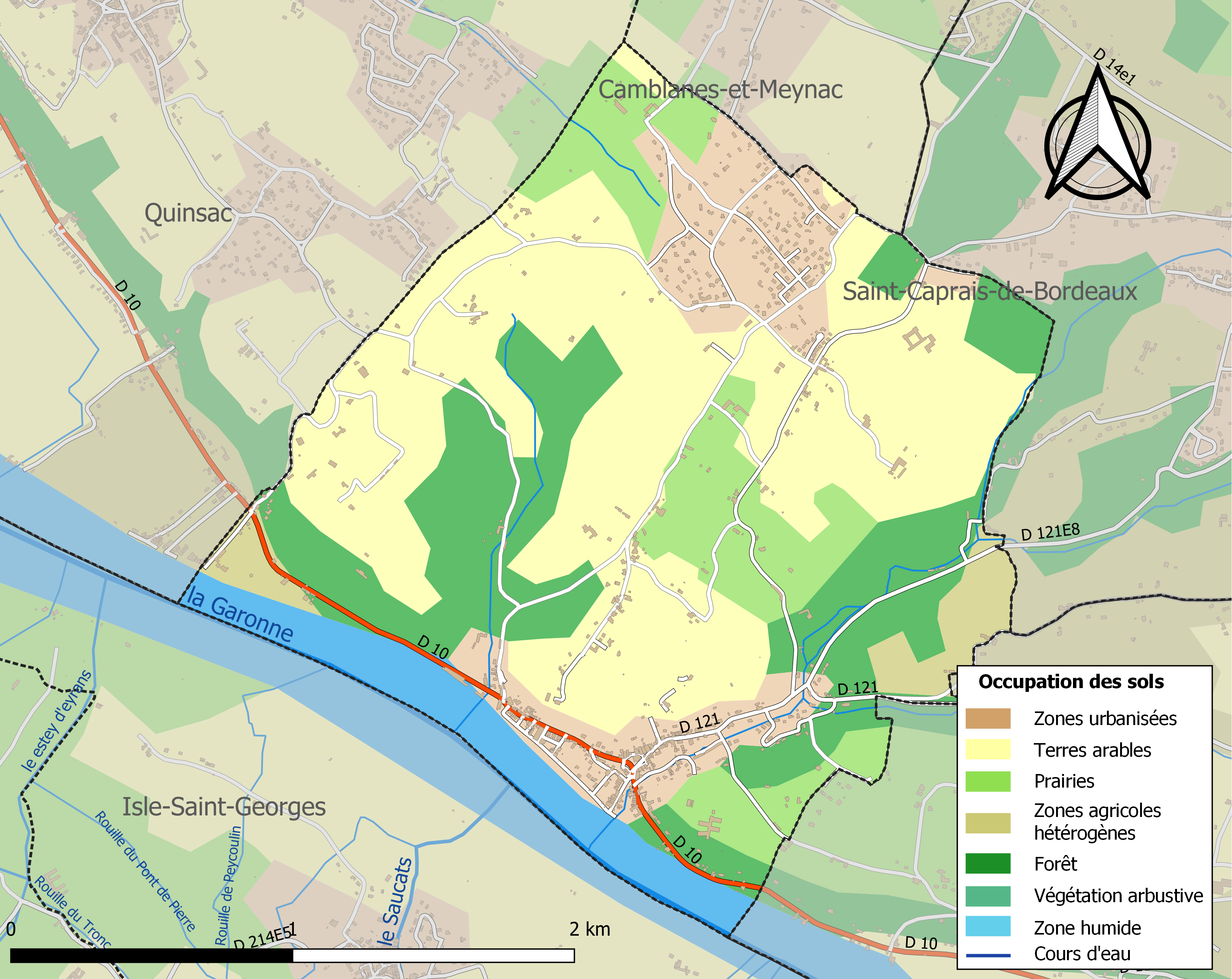
Carte des infrastructures et de l'occupation des sols de la commune en 2018 (CLC).

L'occupation des sols de la commune, telle qu'elle ressort de la base de données européenne d’occupation biophysique des sols Corine Land Cover (CLC), est marquée par l'importance des territoires agricoles (57,9 % en 2018), en diminution par rapport à 1990 (65,6 %). La répartition détaillée en 2018 est la suivante : 
cultures permanentes (41,8 %), forêts (21,6 %), zones urbanisées (13,5 %), prairies (12,3 %), eaux continentales (7 %), zones agricoles hétérogènes (3,8 %). L'évolution de l’occupation des sols de la commune et de ses infrastructures peut être observée sur les différentes représentations cartographiques du territoire : la carte de Cassini (XVIIIe siècle), la carte d'état-major (1820-1866) et les cartes ou photos aériennes de l'IGN pour la période actuelle (1950 à aujourd'hui).

### Risques majeurs
Le territoire de la commune de Cambes est vulnérable à différents aléas naturels : météorologiques (tempête, orage, neige, grand froid, canicule ou sécheresse), inondations, mouvements de terrains et séisme (sismicité faible). Un site publié par le BRGM permet d'évaluer simplement et rapidement les risques d'un bien localisé soit par son adresse soit par le numéro de sa parcelle.
Certaines parties du territoire communal sont susceptibles d’être affectées par le risque d’inondation par débordement de cours d'eau, notamment la Garonne et le Saucats. La commune a été reconnue en état de catastrophe naturelle au titre des dommages causés par les inondations et coulées de boue survenues en 1982, 1985, 1988, 1999, 2010, 2013, 2014 et 2021,.
Les mouvements de terrains susceptibles de se produire sur la commune sont des affaissements et effondrements liés aux cavités souterraines (hors mines), des éboulements, chutes de pierres et de blocs et des tassements différentiels. Par ailleurs, afin de mieux appréhender le risque d’affaissement de terrain, l'inventaire national des cavités souterraines permet de localiser celles situées sur la commune.

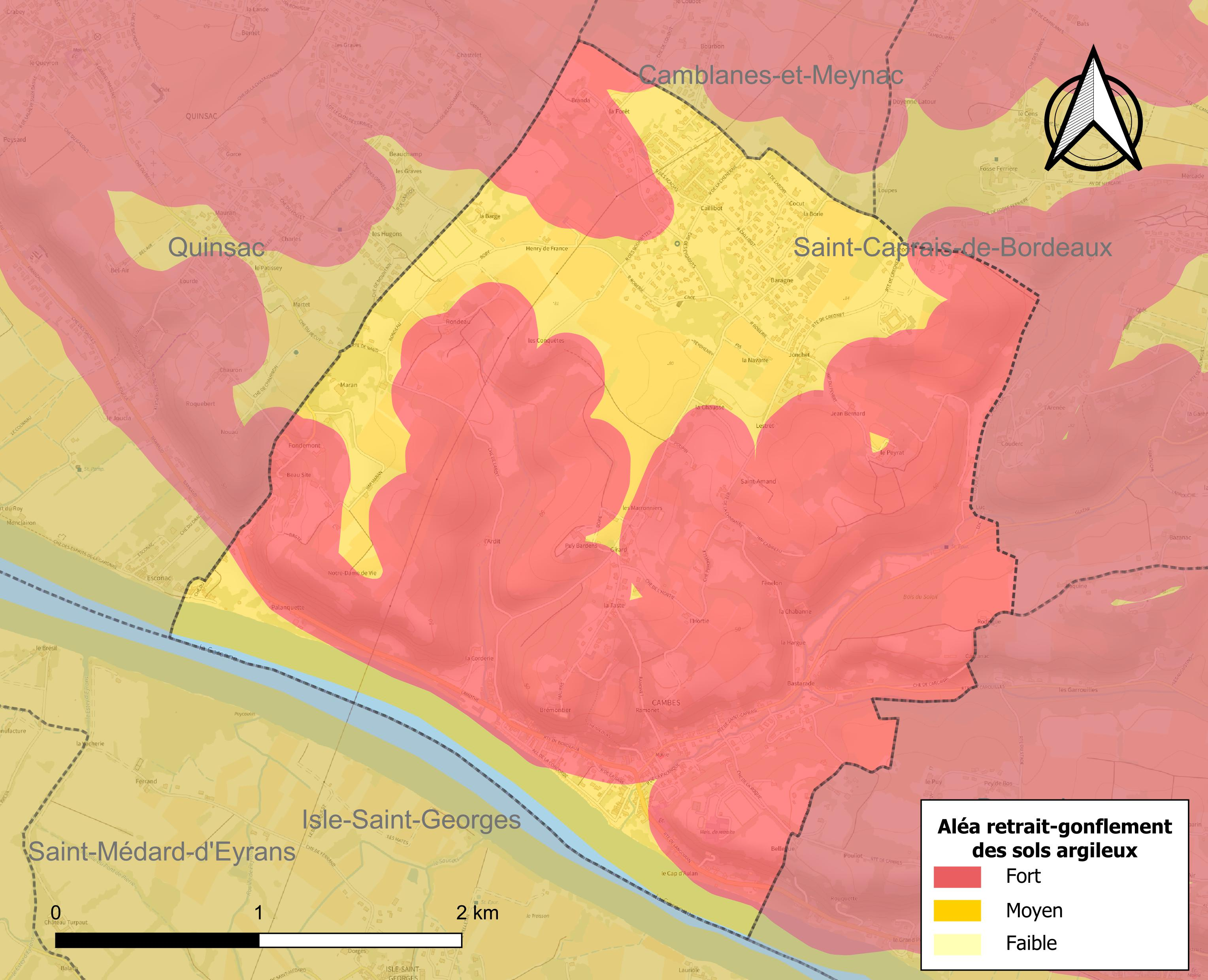
Carte des zones d'aléa retrait-gonflement des sols argileux de Cambes.

Le retrait-gonflement des sols argileux est susceptible d'engendrer des dommages importants aux bâtiments en cas d’alternance de périodes de sécheresse et de pluie. 98,7 % de la superficie communale est en aléa moyen ou fort (67,4 % au niveau départemental et 48,5 % au niveau national). Sur les 606 bâtiments dénombrés sur la commune en 2019,  606 sont en aléa moyen ou fort, soit 100 %, à comparer aux 84 % au niveau départemental et 54 % au niveau national. Une cartographie de l'exposition du territoire national au retrait gonflement des sols argileux est disponible sur le site du BRGM,.
Par ailleurs, afin de mieux appréhender le risque d’affaissement de terrain, l'inventaire national des cavités souterraines permet de localiser celles situées sur la commune.
Concernant les mouvements de terrains, la commune a été reconnue en état de catastrophe naturelle au titre des dommages causés par la sécheresse en 1989, 2002, 2003, 2011 et 2017 et par des mouvements de terrain en 1999 et 2021.

## Toponymie
Le nom de Cambes viendrait de cambo "courbe de rivière".[réf. nécessaire]

## Histoire

### Antiquité
Quoique probablement fréquenté avant la conquête, les premiers vestiges d'occupation qui nous sont parvenus sont les restes d'un hypocauste (système de chauffage) d'une villa gallo-romaine à l'emplacement du Bourg.

### Moyen Âge
Le village a ensuite probablement souffert des incursions des Sarrazins et des Vikings. Au Xe siècle apparait  la seigneurie. On trouve un Raymond de Cambes dans l'expédition de Guillaume IX d'Aquitaine en Espagne (1119).
L'église est bâtie au XIIe siècle. C'est à cette époque que l'abbaye bénédictine de  Sainte-Croix devient un gros propriétaire foncier. Elle participe à l'économie, en faisant construire notamment un moulin. Cambes est alors prospère. Elle le reste sous l'autorité des rois d'Angleterre - malgré quelques épisodes dramatiques. La paix (1453) et l'arrivée d'une nouvelle population donnent un nouvel élan à la commune.
Pendant la Fronde, Cambes a été le théâtre d'une bataille entre les troupes du  duc d'Epernon, gouverneur de Guyenne, et celles du parlement de Bordeaux.

### Époque moderne
Le 11 février 1790, Jérôme du Saulx (ou Dussaulx) épousa Françoise de Malet-Rocquefort dans l'église Saint-Martin de Cambes. Françoise de Malet-Rocquefort est la fille de messire Jean Louis, marquis du Malet, chevalier, seigneur du château de Cambes et autres lieux. Le 16 juillet 1794 Françoise du Saulx et Madame de Malet sa sœur furent guillotinées à Bordeaux. Le 29 juillet 1794, c'est au tour de Jérôme du Saulx et M. de Malet d'être guillotinés.

### Époque contemporaine

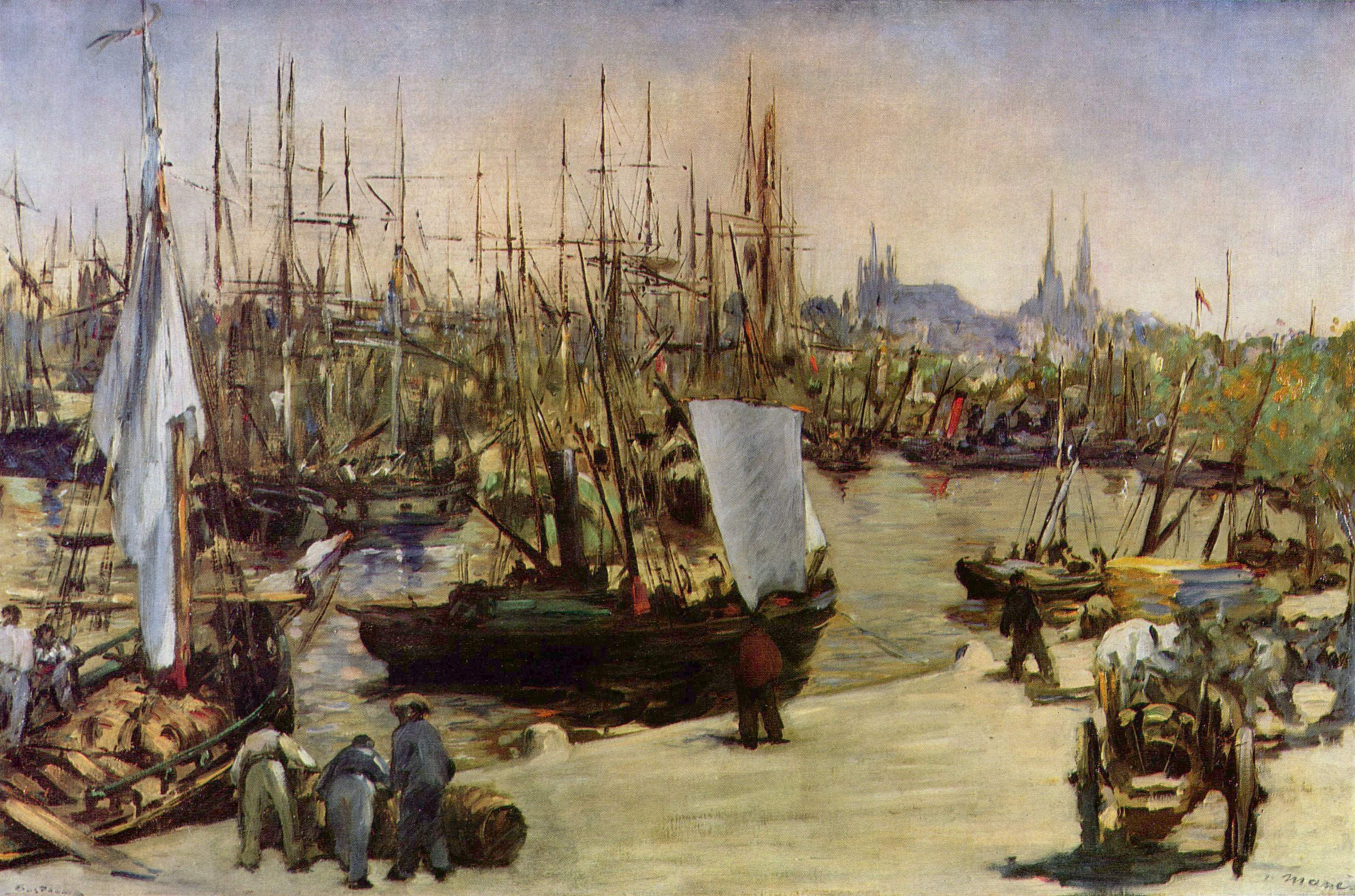
Port de Bordeaux et ses gabares, Manet (1871)

Le port a été longtemps très actif. Il existait trois ports, le fleuve étant la voie de communication privilégiée pour rejoindre Bordeaux, mais aussi l'Isle-Saint-Georges, sur la rive gauche de la Garonne. À cet effet un débarcadère a été installé en 1848.  Les marchandises, notamment le vin et la pierre extraite des carrières, étaient transportées par les coureaux, sortes de gabarres aux flancs arrondis jaugeant de 20 à 50 tonneaux. De nombreuses autres embarcations telles les yoles  et les filadières servaient à la pêche ou au transport des voyageurs. Il y a encore aujourd'hui un pêcheur professionnel d'aloses, de lamproies et d'anguilles.

## Politique et administration
La commune de Cambes fait partie de l'arrondissement de Bordeaux et de la neuvième circonscription de la Gironde. À la suite du découpage territorial de 2014 entré en vigueur à l'occasion des élections départementales de 2015, la commune demeure dans le canton de Créon remodelé,. Cambes fait également partie de la communauté de communes des Portes de l'Entre-Deux-Mers, membre du Pays du Cœur de l'Entre-deux-Mers.
| Période                                  | Période  | Identité             | Étiquette | Qualité               |
| ---------------------------------------- | -------- | -------------------- | --------- | --------------------- |
| Les données manquantes sont à compléter. |          |                      |           |                       |
| mars 2001                                | mai 2020 | Bernard Cuartero     | PS        | Fonctionnaire - Maire |
| mai 2020                                 | En cours | Rose Pedreira Afonso |           |                       |

## Démographie
L'évolution du nombre d'habitants est connue à travers les recensements de la population effectués dans la commune depuis 1793. Pour les communes de moins de 10 000 habitants, une enquête de recensement portant sur toute la population est réalisée tous les cinq ans, les populations de référence des années intermédiaires étant quant à elles estimées par interpolation ou extrapolation. Pour la commune, le premier recensement exhaustif entrant dans le cadre du nouveau dispositif a été réalisé en 2007.

En 2022, la commune comptait 1 853 habitants, en évolution de +20,56 % par rapport à 2016 (Gironde : +6,91 %, France hors Mayotte : +2,11 %).
| 1793 | 1800 | 1806 | 1821 | 1831 | 1836 | 1841 | 1846 | 1851 |
| ---- | ---- | ---- | ---- | ---- | ---- | ---- | ---- | ---- |
| 840  | 683  | 759  | 712  | 707  | 777  | 770  | 713  | 776  |

| 1856 | 1861 | 1866 | 1872 | 1876 | 1881 | 1886 | 1891 | 1896 |
| ---- | ---- | ---- | ---- | ---- | ---- | ---- | ---- | ---- |
| 783  | 812  | 853  | 853  | 832  | 784  | 861  | 873  | 887  |

| 1901 | 1906 | 1911 | 1921 | 1926 | 1931 | 1936 | 1946 | 1954 |
| ---- | ---- | ---- | ---- | ---- | ---- | ---- | ---- | ---- |
| 915  | 928  | 844  | 770  | 735  | 726  | 700  | 716  | 724  |

| 1962 | 1968 | 1975 | 1982 | 1990  | 1999  | 2006  | 2007  | 2012  |
| ---- | ---- | ---- | ---- | ----- | ----- | ----- | ----- | ----- |
| 745  | 838  | 844  | 924  | 1 035 | 1 145 | 1 259 | 1 275 | 1 345 |

| 2017  | 2022  | - | - | - | - | - | - | - |
| ----- | ----- | - | - | - | - | - | - | - |
| 1 625 | 1 853 | - | - | - | - | - | - | - |

## Culture locale et patrimoine

### Lieux et monuments
- Une halte nautique a été aménagée.
- L'église Saint-Martin présente des éléments du XIIe et XIXe siècle. Le portail et les voûtes sont les parties les plus anciennes, à l'intérieur retable du XVIIIe. L'édifice a été inscrit au titre des monuments historique en 2001[28].
- L'ermitage Sainte-Catherine - propriété privée -, maintenant ruiné, fondé en 1523 dans une grotte naturelle par Jacques Peyron, prêtre et plus tard gardien du phare de Cordouan. Il était décoré de fresques.
- Quelques maisons nobles, comme le Château Haut-Peyrat.

### Personnalités liées à la commune
- François de Lamothe[29], seigneur de Cambes, élu jurat de Bordeaux en 1547, en nommé maire de cette ville par Henri II en 1550 à la suite de la révolte des habitants[30].
- Nicolas Brémontier cet ingénieur vécut à Cambes dans la propriété qui porte aujourd'hui son nom.
- Aimé Gabriel Adolphe Bourgoin (1824-1874), peintre.
- Gaston Marchou, écrivain qui fut maire de Cambes de 1965 à 1977.
- Henry Delage éleveur du cheval Jappeloup, fondateur du Jumping international de Blaye.

### Cambes autrefois

Le bourg
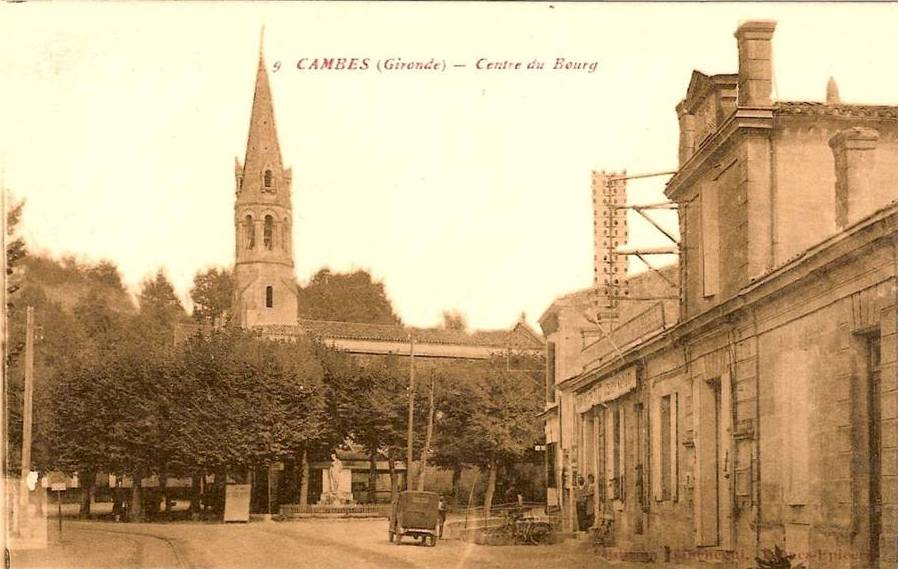
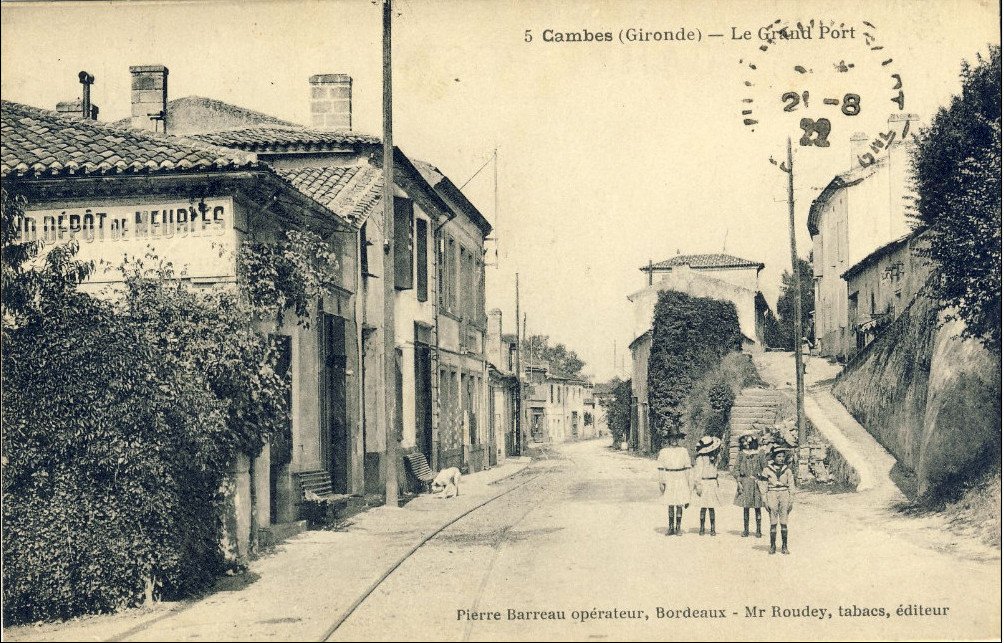
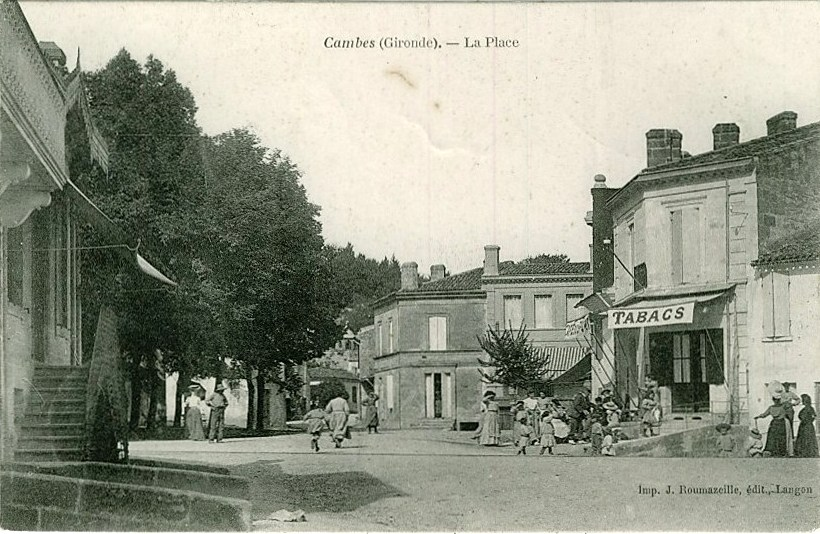
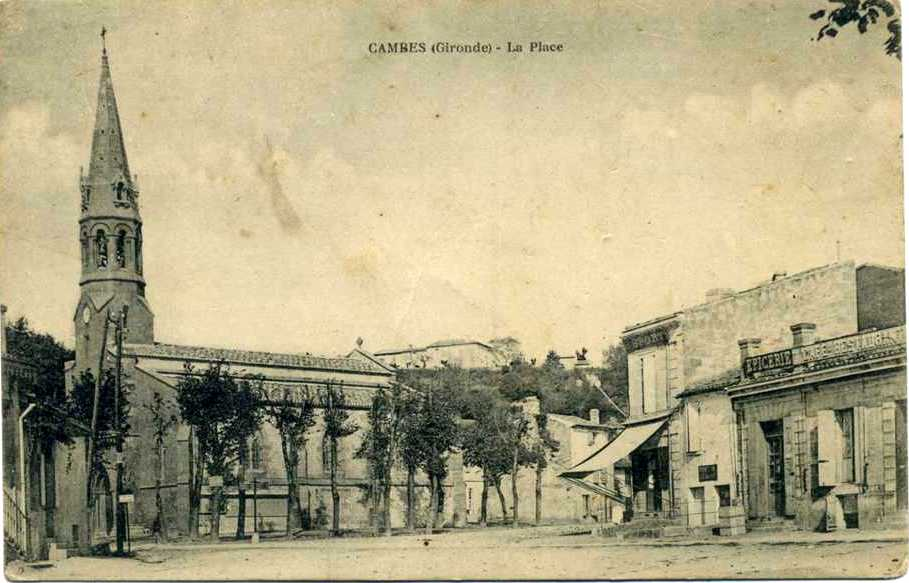
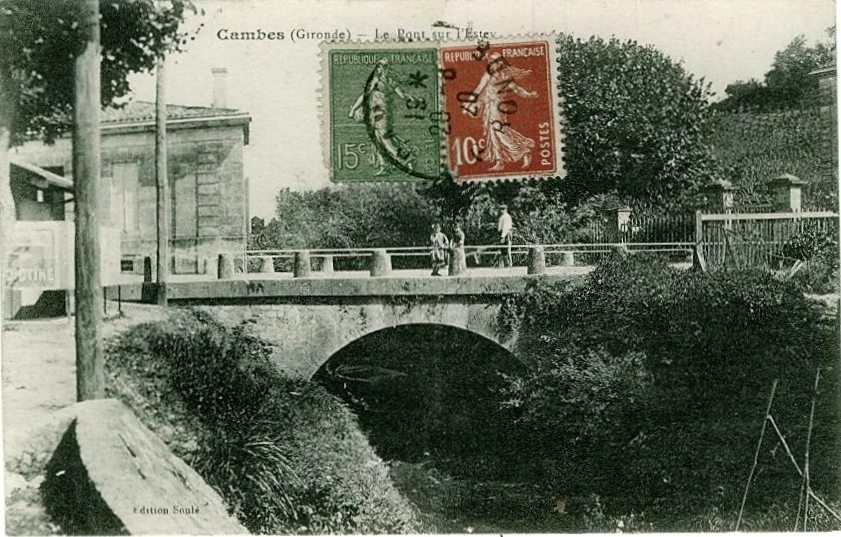

### Héraldique
| Blason de Cambes | Blason  | D’azur à la croix cousue de gueules chargée d’un léopard d’or, cantonnée, au 1er d’une crosse issante au 2eme d’une fleur de lys, au 3eme de trois fasces ondées, au 4eme d’un tonneau couché le tout d’argent. |
| Blason de Cambes | Détails | |